# Shane Stevens
Pour les articles homonymes, voir Stevens.
Shane Stevens, né le 8 octobre 1941 à New York et mort en 2007, est un auteur de romans policiers américain. Il a écrit également sous le pseudonyme de J.W. Rider.

## Biographie
Encensé par Thomas Harris, Stephen King et James Ellroy, Shane Stevens a écrit six romans entre 1966 et 1985 sous le nom de Shane Stevens et deux romans signés J.W. Rider (en 1986 et 1987). Les éditions Sonatine l'ont fait découvrir en France en 2009.
Stephen King lui rend hommage dans son roman La Part des ténèbres (1989), où le héros Thad Beaumont écrit de violents romans policiers avec pour personnage principal Alexis Machine, le nom du personnage principal du roman de Stevens Dead City.
Dans By Reason of Insanity (Au-delà du mal), publié en 1979, le personnage du tueur en série, Thomas Bishop, croit qu'il est le fils de Caryl Chessman, exécuté en 1960 pour différents crimes, dont le viol et l'enlèvement. Le héros de son dernier roman, The Anvil Chorus, est un inspecteur de police de Paris, apparenté à Alfred Dreyfus.

## Œuvre

### Romans
- Go Down Dead, 1966
- Way Uptown in Another World, 1971
- Dead City, 1973
- Rat Pack 1974
- By Reason of Insanity, 1979 / Au-delà du mal trad. Clément Baude
  - Paris : Sonatine éd., 2009, 767 p.  (ISBN 978-2-35584-015-9)
  - Paris : Éd. France Loisirs, 2009, 969 p.  (ISBN 978-2-298-02856-0)
  - Paris : Succès du livre éd., 2009, 911 p. (Succès du livre. Policier).  (ISBN 978-2-7382-2550-4)
  - Paris : Pocket, 2011, 886 p. (Pocket Thriller ; 13901).  (ISBN 978-2-266-18959-0)
- The Anvil Chorus, 1985 / L'Heure des loups trad. Édith Ochs
  - Paris : Sonatine Éditions, 2011, 523 p.  (ISBN 978-2-35584-060-9)

### Romans signés J.W. Rider

#### SérieRyder Malone
- Jersey Tomatoes (1986)
- Hot Tickets (1987)

## Prix
- Prix Shamus 1987 du meilleur premier roman policier pour Jersey Tomatoes[2]